# Чумэтул
Чoмад (рум. Ciomad) — сложный спящий вулкан на территории румынских жудецов Харгита и Ковасна в Южных Карпатах. Высота самой высокой точки вулкана составляет 1301 метр, причём оба кратера находятся на территории жудеца Харгита. В западном кратере — озеро Святой Анны.

## Описание
Вулкан Чoмад является частью массива вулканов, в который помимо него входят Болонд (1084 м) и Путуросу (1143 м). Разделены они горами, сложенными из песчаников времён мелового периода, поднятого в результате тектонической деятельности.
К северу от вулкана лежит низменность Чук, к западу — долины Тушнад и Шугэу.
У вулкана есть два кратера, разделённых невысокой седловиной. В западном сформировалось озеро Святая Анна, а в более крупном восточном располагается болото Мохош.
По южным оконечностям обоих кратеров проходит автодорога 113А.

## Извержения
Вулкан начал образовываться в плейстоцене в составе группы кайнозойских вулканов хребта Харгита. Изначально вулкан представлял собой группу лавовых куполов. Извержения при этом были, как правило, эффузивные. Позже, во времена позднего плейстоцена извержения стали носить взрывной характер — при этом нередко возникали пеплопады и даже пирокластические потоки. Интервалы между извержениями под конец плейстоцена стали насчитывать тысячи лет. Поверх старых лавовых куполов начал расти стратовулкан, увенчанный двумя кратерами — Мохош, образовавшийся в результате фреатомагматического взрыва, и кратер Святой Анны. При этом есть предположение, что последнее извержение было именно на кратере Святой Анны — тогда пеплопад, выпавший на кратере Мохош, удобрил почву и создал тем самым условия для формирования болота.
Точно неизвестно, когда произошло последнее извержение вулкана. Разные исследователи дают разные даты от тридцати двух тысяч лет назад  до десяти с половиной тысяч лет назад. Однако, согласно некоторым данным, последнее извержение могло быть уже в голоцене.
По одной из версий, извержение Святой Анны, произошедшее по геологическим меркам синхронно с суперизвержением Флегрейских полей на Апеннинах и извержением вулкана Казбек на Кавказе ок. 40 тыс. лет назад, вызвало наступление «вулканической зимы» и последующее вымирание неандертальцев.